# 삼성언론상
삼성언론상은 '언론이 잘 되어야 국가와 국민이 잘 된다'는 철학을 바탕으로 설립된 삼성언론재단이 1996년 제정하여 탁월한 보도기사 및 언론인을 선정하여 시상하는 언론상이다.

## 개요
- 아젠다상: 국가와 사회를 업그레이드 할 수 있는 중장기적 의제와 대안을 제시한 우수한 기획기사
- 취재보도상: 언론 고유의 취재활동을 통해 잘못된 사회현상을 고발하고 개선하는데 기여한 기사
- 논평비평상: 국가, 사회적 이슈에 대해 분명한 문제의식을 가지고 적절한 대안까지 제시하는 훌륭한 칼럼(당해년도 뿐 아니라 수년간 실적을 평가)
- 사진영상편집상: 언어를 압도하는 보도사진, 사회적 파장이 큰 영상물, 뛰어난 편집이나 인포그래픽 등
- 특별상: 보도·제작에 특별한 공로가 있거나 보도·제작 이외의 분야에서 언론 발전에 크게 기여한 경우 이사회에서 선정, 시상

## 역대 수상자
|        |      | 보도 | 기획·제작 | 논평·비평                                                 | 시각·영상                                                                                      | 보도사진                                                             | 특별상 |
| ------ | ---- | --- | --- | --------------------------------------------------------- | ---------------------------------------------------------------------------------------------- | -------------------------------------------------------------------- | --- |
| 1997년 | 1회  | | SBS 음주 문화: 이대로는 안된다 | 송진혁(중앙일보 논설위원 실장): 송진혁 칼럼               | 박수용(EBS PD): 한국의 파충류                                                                  |                                                                      | 우에이찌로(요미우리신문 서울지국장): 북한의 잠수함 특수부대 운영 사실 보도                                         |
| 1997년 | 1회  | 이동욱(전 동아일보 회장): 언론인의 귀감 | SBS 음주 문화: 이대로는 안된다 | 송진혁(중앙일보 논설위원 실장): 송진혁 칼럼               | 박수용(EBS PD): 한국의 파충류                                                                  |                                                                      | |
| 1998년 | 2회  | 정광훈[연합통신 카이로 특파원]: 駐이집트 북한 대사 부부 잠적                                                                                    | MBC PD수첩팀: PD수첩 300회 | 남중구[동아일보 논설주간]: 남중구 칼럼                    | 김규효[KBS 광주방송총국 제작부장]: 자연다큐멘터리 - 종묘 너구리                                | 김선규[문화일보 사진부]: 목숨건 도강 10분                            | 김성우[한국일보 논설고문]: 최장근속 현역 언론인                                                                    |
| 1999년 | 3회  | 희상[시사저널 사회팀 기자]: 김훈 중위 의문사 의혹                                                                                               | 동아일보 [글로벌 스탠다드 취재팀]: 창간특집 글로벌 스탠다드 시리즈                                                                          | 정운영[한겨레신문 논설위원]: 정운영 에세이                | KBS TV기술국 항공취재팀: 부천 GAS 폭발 현장 특종                                               | 채승우[조선일보 사진부 기자]: 새벽 4시 서울역의 노숙자들             | |
| 1999년 | 3회  | 희상[시사저널 사회팀 기자]: 김훈 중위 의문사 의혹                                                                                               | 권영빈 [중앙일보 논설위원], 유영구 [중앙일보 통일문제 연구팀장], 김형수 [중앙일보 사진부 차장]: 북한문화유산조사단 방북 성사 및 시리즈 보도 | 정운영[한겨레신문 논설위원]: 정운영 에세이                | KBS TV기술국 항공취재팀: 부천 GAS 폭발 현장 특종                                               | 채승우[조선일보 사진부 기자]: 새벽 4시 서울역의 노숙자들             | |
| 2000년 | 4회  | 맹찬형, 김병수[연합뉴스 정치부 기자]: 전투기에 기름대신 물 주입                                                                                 | 김종현 외 4명[매일경제신문 산업부]: 기업사랑 나라사랑                                                                                       | 민병문[내외경제신문 주필]: 민병문 [내외경제신문 주필]     | 이의호[EBS PD]: 사람의 땅 생명의 터 논                                                         | 고영권[한국일보 사진부 기자]: 김영삼 전 대통령 페인트 달걀 봉변      | 최상훈 외 3명[AP통신]: 노근리 양민학살사건 추적보도                                                                |
| 2000년 | 4회  | 맹찬형, 김병수[연합뉴스 정치부 기자]: 전투기에 기름대신 물 주입                                                                                 | 김윤영 외 8명[MBC 이제는 말할 수 있다 취재팀]: 이제는 말할 수 있다                                                                          | 민병문[내외경제신문 주필]: 민병문 [내외경제신문 주필]     | 이의호[EBS PD]: 사람의 땅 생명의 터 논                                                         | 고영권[한국일보 사진부 기자]: 김영삼 전 대통령 페인트 달걀 봉변      | 조용중[한국ABC협회 회장]: 원로언론인                                                                               |
| 2001년 | 5회  | 유상규, 정광섭[한겨레 신문 민권사회 1부 기자]: 한빛은행 거액편법 대출사건 보도                                                                  | 김형기 외 12명[조선일보 사회부 '망가지는 국토' 특별 취재팀 차장]: 망가지는 국토                                                             |                                                           | 김재동[YTN 취재부 부장]: 새 천년을 꿈꾸는 땅 - 몽골                                            | 도준석[대한매일 사진부 기자]: 서울서 첫 모습 드러낸 린다김           | 박기수[연합인포맥스 금융팀 기자]: 한국디지탈라인 정현준 사장 비리사건                                              |
| 2001년 | 5회  | 유상규, 정광섭[한겨레 신문 민권사회 1부 기자]: 한빛은행 거액편법 대출사건 보도                                                                  | 김형기 외 12명[조선일보 사회부 '망가지는 국토' 특별 취재팀 차장]: 망가지는 국토                                                             | 정덕용 외 3명[여성중앙21 편집장]: 김정일 父子사진 첫 공개 | 김재동[YTN 취재부 부장]: 새 천년을 꿈꾸는 땅 - 몽골                                            | 도준석[대한매일 사진부 기자]: 서울서 첫 모습 드러낸 린다김           | |
| 2001년 | 5회  | 유상규, 정광섭[한겨레 신문 민권사회 1부 기자]: 한빛은행 거액편법 대출사건 보도                                                                  | 김형기 외 12명[조선일보 사회부 '망가지는 국토' 특별 취재팀 차장]: 망가지는 국토                                                             | 길종섭[KBS 대기자]: 길종섭의 쟁점토론                     | 김재동[YTN 취재부 부장]: 새 천년을 꿈꾸는 땅 - 몽골                                            | 도준석[대한매일 사진부 기자]: 서울서 첫 모습 드러낸 린다김           | |
| 2002년 | 6회  | 이정훈[동아일보 신동아팀 기자]: 수지킴 사건 7년 추적기                                                                                          | 특별취재팀·전국부 [중앙일보]: 「지방을 살리자」시리즈                                                                                       | 이광훈경향신문 논설고문]: 이광훈 칼럼                     | 김덕래[대구방송 동부취재본부 차장]: 울릉도 용오름 현상                                         |                                                                      | 이규태[조선일보 논설고문]: 이규태 코너                                                                             |
| 2002년 | 6회  | 이정훈[동아일보 신동아팀 기자]: 수지킴 사건 7년 추적기                                                                                          | 남상문[SBS 제작본부 교양2CP PD]: 「그것이 알고싶다」시리즈 중 '미 군무원 박춘희씨의 죽음' 외                                                | 이광훈경향신문 논설고문]: 이광훈 칼럼                     | 김덕래[대구방송 동부취재본부 차장]: 울릉도 용오름 현상                                         |                                                                      | 이규태[조선일보 논설고문]: 이규태 코너                                                                             |
| 2003년 | 7회  | 이수형, 정위용, 이명건, 이상록, 이정은, 박민혁, 길진균[동아일보 사회1부 기자]: 체육복표 사업자 선정 비리 및 최규선 김홍업 김홍걸 비리 추적 보도 | 스트롱코리아 특별취재팀[한국경제]: 「스트롱 코리아-가자! 과학기술 강국으로」시리즈                                                          | 김영희[중앙일보 대기자]: 김영희 대기자의 투데이           | 한상호[EBS 기획특집팀 PD]: 「문자」시리즈                                                      | 박 일[연합뉴스 사진부장 대우]: 탈북자들 일본영사관 진입시도·체포순간 | |
| 2003년 | 7회  | 이수형, 정위용, 이명건, 이상록, 이정은, 박민혁, 길진균[동아일보 사회1부 기자]: 체육복표 사업자 선정 비리 및 최규선 김홍업 김홍걸 비리 추적 보도 | 박정훈[SBS 제작본부 부장]: 「잘 먹고 잘 사는 법」시리즈                                                                                     | 김영희[중앙일보 대기자]: 김영희 대기자의 투데이           | 한상호[EBS 기획특집팀 PD]: 「문자」시리즈                                                      | 박 일[연합뉴스 사진부장 대우]: 탈북자들 일본영사관 진입시도·체포순간 | |
| 2004년 | 8회  | 김창호[중앙일보 수석전문위원]: 고구려를 중국사의 일부로                                                                                         | 권순활, 김광현, 정미경, 천광암, 이은우, 신치영, 홍석민, 이헌진, 고기정 [동아일보 경제부]: 1만달러서 주저앉나                                | 장명수 [한국일보 이사]: 장명수 칼럼                       | 진재운 [부산방송 보도제작 사회팀 기자]: 해파리 침공                                            |                                                                      | |
| 2004년 | 8회  | 양상우, 최상원, 길윤형[한겨레신문 사회부 수도권팀]: 부산 성인오락실 검ㆍ경에 거액 상납비리 추적ㆍ폭로                                           | 류재호, 유규오[EBS TV제작1국 프로듀서]: 아기성장 보고서                                                                                     | 장명수 [한국일보 이사]: 장명수 칼럼                       | 진재운 [부산방송 보도제작 사회팀 기자]: 해파리 침공                                            |                                                                      | |
| 2005년 | 9회  | 조성대[연합뉴스 베이징 특파원]: 북 룡천역서 대규모 폭발사고                                                                                     | 채희창, 박병진, 주춘렬, 김형구, 이우승, 나기천 [세계일보 특별기획취재팀]: 기록이 없는 나라                                                  | 문창극[중앙일보 논설주간]: 문창극 칼럼                    |                                                                                                | 곽경근[국민일보 사진부 차장]: 백두대간의 고통                        | 미나기 히로야스[NHK 서울지국 특파원]: 한류가 아시아를 바꾼다 등                                                    |
| 2005년 | 9회  | 조성대[연합뉴스 베이징 특파원]: 북 룡천역서 대규모 폭발사고                                                                                     | 이강주, 유경탁, 손병규, 심광흠, 장성주, 전흥렬, 윤진규, 한경택[KBS 생로병사의 비밀 제작팀]: 생로병사의 비밀                                 | 문창극[중앙일보 논설주간]: 문창극 칼럼                    |                                                                                                | 곽경근[국민일보 사진부 차장]: 백두대간의 고통                        | 미나기 히로야스[NHK 서울지국 특파원]: 한류가 아시아를 바꾼다 등                                                    |
| 2006년 | 10회 | 경영, 최문호, 이영섭, 윤희진, 한상윤[KBS 보도국 탐사보도팀]: 고위 공직자 재산 검증 시리즈                                                       | 이규연, 정선구, 양영유, 강민석, 정용환, 김성탁, 정효식, 민동기, 임미진, 박수련[중앙일보 탐사기획부문]: 한국 사회 파워엘리트 대해부 시리즈   | 강천석[조선일보 논설주간]: 강천석 칼럼                    | 이우호 [MBC 보도제작국 부국장], 조수현 [MBC 보도국 영상취재부 부장]: HD 뮤직 다큐멘터리 ‘하루’ | 이진욱[연합뉴스 사진부]: 민주노총 대의원대회 난장판 순간             | 지영서, 강성곤, 박영주, 박태남, 박현우, 유지철, 김은성[KBS 한국어팀: 한국어 능력시험 성공적 운영 등 바른 한글 보급 |
| 2006년 | 10회 | 경영, 최문호, 이영섭, 윤희진, 한상윤[KBS 보도국 탐사보도팀]: 고위 공직자 재산 검증 시리즈                                                       | 박학용, 김병직, 서의동, 이제교, 차봉현, 홍성철, 신보영, 김상훈[문화일보 특별취재팀]: 1사 1촌 운동                                           | 강천석[조선일보 논설주간]: 강천석 칼럼                    | 이우호 [MBC 보도제작국 부국장], 조수현 [MBC 보도국 영상취재부 부장]: HD 뮤직 다큐멘터리 ‘하루’ | 이진욱[연합뉴스 사진부]: 민주노총 대의원대회 난장판 순간             | 지영서, 강성곤, 박영주, 박태남, 박현우, 유지철, 김은성[KBS 한국어팀: 한국어 능력시험 성공적 운영 등 바른 한글 보급 |

|        |      | 뉴스취재 | 기획취재[신문] | 기획취재[방송] | 논평·비평                              | 보도사진·영상                                                                | 특별상                                                                                                   |
| ------ | ---- | --- | --- | --- | -------------------------------------- | ---------------------------------------------------------------------------- | --- |
| 2007년 | 11회 | 이우탁[연합뉴스 통일외교팀 차장]: 북한 핵실험 1보 특종 보도                                                            | 채희창, 김형구, 우한울, 나기천[세계일보 특별기획취재팀]: '정부 싱크탱크 대해부' 시리즈                                      | 최문호, 이영섭, 이경구, 윤희진[KBS 보도본부 탐사보도팀]: 외환은행 매각의 비밀                                                              | 배인준[동아일보 논설주간]: 배인준 칼럼 | <시각·영상> 이창훈[MBC 보도국 영상취재팀 기자]: 잠실고시원 화재              | 이영돈, 김윤환[KBS TV제작본부 시사정보팀]: HD 다큐멘터리 '마음' 6부작                                    |
| 2007년 | 11회 | 이우탁[연합뉴스 통일외교팀 차장]: 북한 핵실험 1보 특종 보도                                                            | 김기태[한겨레신문 24시팀 기자]: '달동네에서 한 달' 시리즈                                                                   | 최문호, 이영섭, 이경구, 윤희진[KBS 보도본부 탐사보도팀]: 외환은행 매각의 비밀                                                              | 배인준[동아일보 논설주간]: 배인준 칼럼 | <시각·영상> 이창훈[MBC 보도국 영상취재팀 기자]: 잠실고시원 화재              | 이영돈, 김윤환[KBS TV제작본부 시사정보팀]: HD 다큐멘터리 '마음' 6부작                                    |
| 2008년 | 12회 | 이항수, 이진동, 이규현, 박란희, 장상진, 신은진, 김진, 김우성, 박시영, 김경은[조선일보]: 변양균·신정아 게이트 특종 보도 | 권순활, 임규진, 신치영, 박정훈, 황진영, 박용, 김창원, 손효림, 김선우, 김상훈 [동아일보]: '세계 최강 미니기업을 가다’ 시리즈 | 최선호, 권기봉, 권란, 김정윤, 김현우, 김형주, 김흥수, 박세용, 박현석, 유재규, 이한석, 정영태, 정형택, 최희진 [SBS]: 연중기획 ‘안전’ 시리즈 | 임철순 [한국일보 주필]: 임철순 칼럼    | 권혁용 [MBC 보도국 기자]: 캄보디아 여객기 추락 참사 특보                     | 김기철, 박영석, 이한수, 김수혜 [조선일보]: ‘거실을 서재로’ 캠페인                                        |
| 2008년 | 12회 | 이항수, 이진동, 이규현, 박란희, 장상진, 신은진, 김진, 김우성, 박시영, 김경은[조선일보]: 변양균·신정아 게이트 특종 보도 | 조현재, 조경엽, 변상호, 황형규, 이진명, 장용승[매일경제]: ‘금융한국 만듭시다’ 시리즈                                        | 최선호, 권기봉, 권란, 김정윤, 김현우, 김형주, 김흥수, 박세용, 박현석, 유재규, 이한석, 정영태, 정형택, 최희진 [SBS]: 연중기획 ‘안전’ 시리즈 | 임철순 [한국일보 주필]: 임철순 칼럼    | 권혁용 [MBC 보도국 기자]: 캄보디아 여객기 추락 참사 특보                     | 김기철, 박영석, 이한수, 김수혜 [조선일보]: ‘거실을 서재로’ 캠페인                                        |
| 2009년 | 13회 | 남도영, 김호경, 노용택, 김원철, 박지훈[국민일보]: 공직자 등 쌀 직불금 부당 수령 실태                                   | 이명건, 신석호, 이정은[동아일보]: 무기수의 진범 조작 사건 진실 추적                                                         | 정재용 기자[KBS]: 스포츠와 성폭력에 대한 인권 보고서 등                                                                                    |                                        | 신동환[SBS 카메라 기자]1: 숭례문 화재 중 현판 추락 영상 보도                 | 이학준, 박종인, 방정오, 정인택, 임은정, 한용호, 김영관[조선일보]: '천국의 국경을 넘다' 크로스미디어 보도 |
| 2009년 | 13회 | 남도영, 김호경, 노용택, 김원철, 박지훈[국민일보]: 공직자 등 쌀 직불금 부당 수령 실태                                   | 유권하 부장 [중앙일보]: 레나테 홍, 47년 만의 포옹 등                                                                        | 정재용 기자[KBS]: 스포츠와 성폭력에 대한 인권 보고서 등                                                                                    |                                        | 신동환[SBS 카메라 기자]1: 숭례문 화재 중 현판 추락 영상 보도                 | 이학준, 박종인, 방정오, 정인택, 임은정, 한용호, 김영관[조선일보]: '천국의 국경을 넘다' 크로스미디어 보도 |
| 2010년 | 14회 | 최선영 부장대우, 장용훈 차장대우[연합뉴스]: 北 김정일, 3남 정운 후계자 지명 보도 및 후속 기사                          | 황진영, 유덕영, 김윤종, 우정열, 황형준, 장윤정, 조종엽, 신민기, 이미지[동아일보]: 탈북 468명 집단입국, 그 후 5년            | 금철영, 윤석구, 강승혁[KBS]: 최초공개 외환위기 美 비밀문서 - IMF와 트로이 목마                                                             | 류근일前 조선일보 주필: 류근일 칼럼    | 김효영 보도팀장, 송봉준, 이상현, 최호영[경남CBS]: 창녕 화왕산 참사 현장 기록 | 윤영신 경제부장, 나지홍 기자, 김정훈 기자, 정철환 기자, 선정민[조선일보]: 청년취업 1만 명 프로젝트       |
| 2010년 | 14회 | 최선영 부장대우, 장용훈 차장대우[연합뉴스]: 北 김정일, 3남 정운 후계자 지명 보도 및 후속 기사                          | 이학인 차장대우, 이종배 차장대우, 우승호 기자, 서동철[서울경제]: 진화하는 특허괴물 기술한국이 흔들린다                      | 금철영, 윤석구, 강승혁[KBS]: 최초공개 외환위기 美 비밀문서 - IMF와 트로이 목마                                                             | 류근일前 조선일보 주필: 류근일 칼럼    | 김효영 보도팀장, 송봉준, 이상현, 최호영[경남CBS]: 창녕 화왕산 참사 현장 기록 | 중앙일보 시민사회환경연구소: We Start 운동                                                               |

|        |      | 어젠다상 | 취재보도상 | 논평 비평상                                  | 사진 영상 편집상 | 특별상                                              |
| ------ | ---- | --- | --- | -------------------------------------------- | --- | --------------------------------------------------- |
| 2011년 | 15회 | 정성욱PD, 남내원 PD, 박유준 PD[EBS]: 교육대기획 10부작 「학교란 무엇인가」                                    | 김호경 차장대우, 권기석, 우성규[국민일보]: 잊혀진 만행, 일본 전범기업을 추적한다                                                 | 김순덕[동아일보 논설위원]: 김순덕 칼럼       | 박종식[한겨레신문]: 아스팔트에 꽂힌 1m짜리 포탄                                                                               | SBS: '미래한국리포트'                               |
| 2011년 | 15회 | 정성욱PD, 남내원 PD, 박유준 PD[EBS]: 교육대기획 10부작 「학교란 무엇인가」                                    | 김호경 차장대우, 권기석, 우성규[국민일보]: 잊혀진 만행, 일본 전범기업을 추적한다                                                 | 김순덕[동아일보 논설위원]: 김순덕 칼럼       | 박종식[한겨레신문]: 아스팔트에 꽂힌 1m짜리 포탄                                                                               | 매일경제: '비전코리아 국민보고대회'                 |
| 2012년 | 16회 | 진세근 부장, 정기환 부장, 정영진 차장, 이승녕, 고성표, 권근영[중앙일보]: 세금 감시 잘해야 일류시민 된다       | 류인하, 박효재, 이혜인, 배문규, 이재덕, 곽희양[경향신문]: 10대가 아프다                                                          | 이준희 논설위원[한국일보]: 이준희 칼럼       | 홍창용 부장[전주MBC]: 새만금 방조제 유실                                                                                      |                                                     |
| 2013년 | 17회 | 이인열 차장, 김성모, 석남준, 권승준, 박상기, 성형주[조선일보]: 「술에 너그러운 문화, 범죄 키우는 한국」시리즈 | 하종대 부장, 송진흡 차장, 남경현 차장, 이성호, 신광영, 박성민[동아일보]:「경찰, 수원 20대 여성 피살사건 축소 은폐 사실」연속보도 | 이철호 논설위원[중앙일보]: 이철호의 시시각각 | 조현관 기자, 박순서 기자[KBS]: 시사기획 ＇창＇ 「빅데이터 세상을 바꾸다」                                                     |                                                     |
| 2014년 | 18회 | 전병역, 김재중, 남지원, 이재덕, 이혜인(경향신문): 「왜 지금 여성 일자리인가」 시리즈                          | 정권현 부장, 이명진 차장, 채성진, 권승준(조선일보): 「댁의 아파트 관리비 새고 있진 않나요」 시리즈                               |                                              | 이동협 PD(SBS): SBS 스페셜 「감시사회」                                                                                       | 허문명 부장(동아일보): 「김지하와 그의 시대」시리즈 |
| 2015년 | 19회 | 조선일보(취재팀 주용중 정치부장, 배성규 차장, 황대진·안준호·이신영·석남준 기자), '통일이 미래다' 시리즈       | 연합뉴스, '송파 세 모녀, 집세·공과금 남기고 동반 자살'                                                                           |                                              | KBS 시사기획 창 `중국, 동해를 삼키다' 동해에서 마구잡이로 이뤄지는 중국 어선의 조업 실태를 바탕으로 한국 수산업의 위기를 조명 |                                                     |
| 2016년 | 20회 | 중앙일보 연중기획, 반퇴(半退) 시리즈 EBS 이미솔PD, 장후영 PD 교육대기획 <시험> 6부작                          | 한국일보 강철원 '현직판사, 사채왕 커넥션 추적 보도' KBS 광복70년 특집: 끌려간 소녀들, 버마전선에서 사라지다                      | 조선일보 양상훈 논설주간                     | 연합뉴스TV 진교훈 '주한 미국대사 마크 리퍼트 피습' 뉴시스 최동준 '차마 바라보지 못합니다'                                     |                                                     |
| 2017년 | 21회 | 매일경제신문 'B급 국가 바이러스' KBS 시사기획 창 <2016 정치 개혁>                                             | 한겨레신문 최순실게이트 연속보도 jTBC 최순실 태블릿PC 입수, 국정개입 확인                                                        | 중앙일보 주필 이하경                         | 조선영상비전 고운호 <팔짱 낀 채 웃으며 조사받는 우병우>                                                                       |                                                     |
| 2018년 | 22회 | 채널A ‘청년 일자리 기획 시리즈 청년에게 꿈과 희망을’                                                          | EBS '다큐프라임 - 교육대기획'의 '대학입시의 진실’                                                                                | 박정훈〈사진〉 조선일보 논설위원             | |                                                     |

- 2016년 전문기자상 동아일보 주성하 '서울과 평양 사이' 고정칼럼[6]
- 2016년 저널리즘 발전상 홍서표 차장, 박종현.유세진. 홍성백 카메라 기자 G1 강원민방 200억원대 수중 방파제 부실시공 보도[7]
- 2017년 전문기자상 한삼희 조선일보 논설위원
- 2017년 저널리즘 발전상 부산일보 이대진,이자영,장병진,민소영,안준영 기자 '복지사각 제로맵'[8]
- 2018년 지역 언론상 부문 국제신문 디지털뉴스부 권혁범 부장과 김영록 기자의 ‘생애 마지막 전력질주’[9]
- 2018년 전문 기자상  YTN 통일외교전문기자 왕선택[10]

## 같이 보기
- 관훈언론상
- 과학기자상
- 올해의 과학기자상
- 이달의 기자상
- 이달의 방송기자상
- 정문술과학저널리즘상
- 한국기자상
- 한국방송기자대상